# 蜂窩組織
蜂窩組織（英語：areola tissue），或稱爲疏鬆結締組織（loose connective tissue），是人體內最常見的一種結締組織。疏鬆結締組織主要由大量的細胞外基質（主要由成纖維細胞分泌的纖維組成）和少量成纖維細胞組成，另有部分漿細胞、巨噬細胞和間充質殘餘等。蜂窩組織的功能主要是支持、營養上皮組織、連結上皮組織和肌肉組織。
臨床上的蜂窩組織炎即由皮下的蜂窩組織被細菌感染引起。